# Vlad In Tears

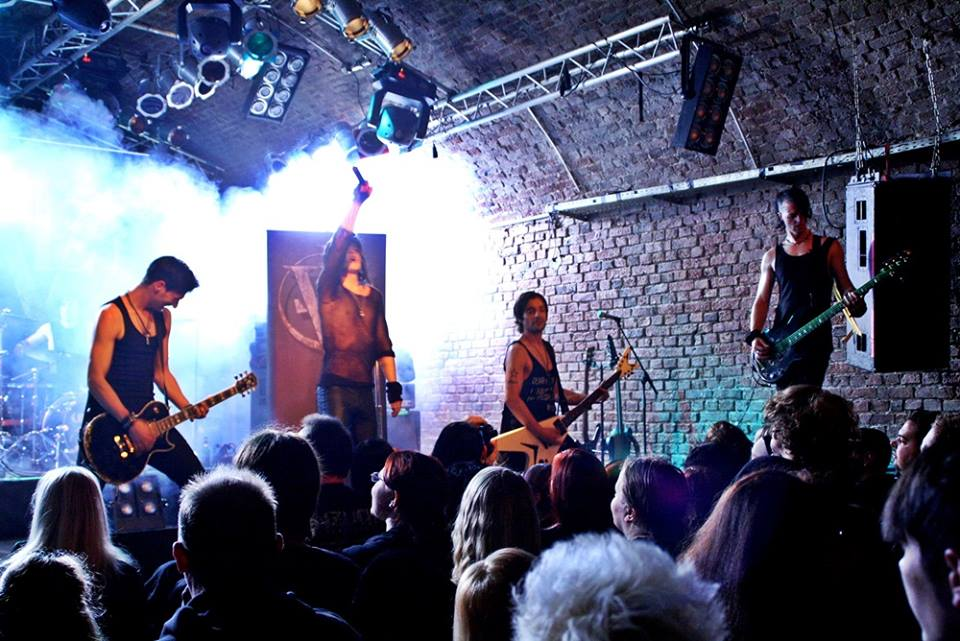
Виступ у Бохумі в 2013

Vlad In Tears — це дарк-рок/готик-рок група з Берліна (Німеччина), створена у 2005 році.
Група Vlad In Tears була створена у 2005 році трьома братами – Крісом (вокал та фортепіано), Лексом (гітара) та Даріо (бас), а також їхнім другом Алексом (барабани), в місті Кассіно (Італія).
Група розпочала свою діяльність з каверів, допоки не сформувала своє власне звучання. Після успішних виступів в Австрії, Швейцарії та колишній Югославії (тепер - Сербія та Чорногорія) група випустила перше демо "After The End“, яке включало десять треків.
Після підписання першого контракту з Aural Music вийшов дебютний альбом Vlad In Tears „Seed Of An Ancient Pain“, що отримав позитивні відгуки критиків готичної сцени. Незабаром світ побачив EP „Pact With The Night“.
У 2010 році лейблом Rough Trade Records було випущено другий альбом „Underskin“. Як продюсер виступив Джон Фрайєр (відомий співпрацею з групою HIM), що працював над ним із групою протягом місяця в Італії. Після релізу альбому відбувся „Forbidden“-тур містами Німеччини.
Наприкінці 2011 року вийшов третій, концептуальний альбом „Welcome To Vladyland“, після чого Vlad In Tears здійснили черговий тур Німеччиною „Night In Vladyland“, під час якого було також випущено однойменний EP.
У 2012 році Vlad In Tears змінили склад, оскільки Лекс та Алекс залишили групу, натомість до неї приєдналися брати-гітаристи Сальваторе та Лука Ді Пресса. Барабанщик Космо доповнив існуючий донині склад групи. Ці зміни відіграли важливу роль в становленні оновленого звучання Vlad In Tears, що яскраво виявилося в роботі над новим матеріалом.
Переїзд Кріса та Даріо до Берліна став ще одним етапом в розвитку групи, остаточно засвідчивши її наміри працювати в Німеччині.
В червні 2013 року в "theARTer Gallery" в Берліні відбувся визначний акустичний концерт групи зі струнним оркестром та додатково запрошеною вокалісткою. Починаючи з осені 2013 року, і до січня 2014-го Vlad In Tears активно виступали, підтримуючи в турах інші німецькі групи. Паралельно в грудні 2013 року вони провели власний акустичний різдвяний тур.
Вже оголошено вихід четвертого альбому групи під назвою „Vlad In Tears“, реліз якого призначено на весну 2014 року.